# Varbó
Varbó là một thị trấn thuộc hạt Borsod-Abaúj-Zemplén, Hungary. Thị trấn này có diện tích 25,88 km², dân số năm 2010 là 1095 người, mật độ 42 người/km².